# Francavilla Angitola
Francavilla  Angitola község (comune) Olaszország Calabria régiójában, Vibo Valentia megyében.

## Fekvése
A megye északkeleti részén fekszik, az Angitola völgyében. Határai: Curinga, Filadelfia, Maierato, Pizzo és Polia.

## Története
A település a középkorban jött létre három falu (Santa Foca, Cartopoli és Clopani) egyesülésével. Középkori épületeinek nagy része az 1783-as calabriai földrengésben elpusztult. A 19. század elején vált önálló községgé, amikor a Nápolyi Királyságban felszámolták a feudalizmust.

## Népessége
A népesség számának alakulása::

## Főbb látnivalói
- San Foca-templom